# Époxydation de Sharpless
Pour les articles homonymes, voir Sharpless.
L'époxydation de Sharpless est une réaction chimique énantiosélective qui permet de préparer des 2,3-époxyalcools à partir d'alcools allyliques primaires et secondaires,. Cette réaction fut découverte par K. Barry Sharpless et son équipe, qui partagea en 2001 le prix Nobel de chimie pour son travail sur les oxydations asymétriques, avec William S. Knowles et Ryōji Noyori pour leurs travaux sur les hydrogénations asymétriques (hydrogénation asymétrique de Noyori).
La stéréochimie de l'époxyde produit est déterminée par le diastéréoisomère du tartrate de diéthyle utilisé dans la réaction plutôt que de la stéréochimie du réactif. Cette réaction s'effectue avec un bon rendement et une bonne diastéréosélectivité sur une large gamme de réactifs.

## Réactifs
L'oxydant de la réaction est le tert-butylhydroperoxyde. L'énantiosélectivité est assurée par un catalyseur à base de tétraisopropoxyde de titane et de tartrate de diéthyle. Seulement 5-10 % en moles de catalyseur en présence d'un tamis moléculaire de 3 Å est nécessaire.

## Mécanisme
L'équipe de Sharpless travaille à la fois sur la cinétique de la réaction et sur la structure du catalyseur.

## Utilité
Les époxydes peuvent être facilement convertis en diols, aminoalcools ou éther-oxydes, la formation d'époxydes chiraux est donc une étape importante dans la synthèse de produits naturels.